# Synegia ichinosawana
Synegia ichinosawana är en fjärilsart som beskrevs av Matsumura 1925. Synegia ichinosawana ingår i släktet Synegia och familjen mätare. Inga underarter finns listade i Catalogue of Life.